# Миропиев, Михаил Алексеевич
Миропиев Михаил Алексеевич (1852 — 8 декабря 1919, Уфа) — этнограф, автор книг о положении русских инородцев.

## Биография
Родился в 1852 году в семье священнослужителя.
Окончил Казанскую духовную семинарию и с 1874 по 1878 годы обучался в Казанской духовной академии, которую окончил со степенью кандидата богословия. Был назначен на должность окружного инспектора Оренбургского учебного округа.
С 1886 года преподавал историю и географию в Ташкентской учительской семинарии. В 1888 году становится директором этого образовательного учреждения, читает семинаристам предмет «Педагогика». 30 декабря 1888 года за активность и исследовательский талант был награждён орденом Святого Станислава второй степени. Позднее назначается директором Эриваньской учительской семинарии. 2 февраля 1916 года в Уфе, был одним из инициаторов создания Восточно-русского Общества вместе с попечителем Оренбургского учебного округа Алексеем Николаевичем Деревицким. Поддерживал правительство Александра Колчака. Был арестован 24 октября 1919 года, а 8 декабря приговорён к расстрелу. Реабилитирован 28 января 1993 года.

## Семья
- Жена: Миропиева Варвара Алексеевна, 1865 г., Казань; домохозяйка. Проживала: в Уфе.

Была арестована вместе с мужем 24 октября 1919 г. Осуждена к 4 годам лишения свободы. Дальнейшая судьба не известна. Реабилитирована 28.01.1993 г.
«У нас вошло в какую-то привычку, — писал М. А. Миропиев, — отдавать предпочтение интересам окраин перед интересами центра… Таких окраин, живущих за счет центра, у нас несколько: Кавказ, Туркестан, Закаспийская область и др. Это вопреки всем западноевропейским народам, которые стремятся обогатиться за счет колоний или по крайней мере привести в равновесие доходы и расходы их, — это какая-то особая у нас благотворительность на окраины, мы в данном случае похожи… на тот филантропический народ, который, как пеликан… питает своею кровью птенцов. Неужели мы проливали свою кровь, завоевывая эти страны, только затем, чтобы снова превратиться в каких-то данников Золотой Орды, то есть наших азиатских окраин?! Эти окраинные дефициты влекут за собою громадное государственное зло: экономическое оскудение и даже по местам вырождение нашего центра, наших внутренних губерний Европейской России… Политика предпочтения окраин центру ведет нас к государственному разложению»… Миропиев М. А. «О положении русских инородцев». СПб, 1901.

## Публикации
- Религиозное и политическое значение хаджа или священного путешествия мухаммедан в Мекку для совершения религиозного празднества / Соч. студента Казанск. духовной акад. XIX учеб. курса (1874—1878 г.) Михаила Миропиева. — Казань : тип. Имп. ун-та, 1877. — 251 с. — (Миссионерский противомусульманский сборник : Труды студентов Миссионерск. противомусульманск. отд-ния при Казанск. духовной акад. ; Вып. 15). на обл. дата: 1881. — Отд. отт. из « Православного собеседника» 1877 г.
- Демонологические рассказы киргизов, собранные переведенные М. Миропиевым. — Санкт-Петербург : Тип. В. Ф. Киршбаума, 1888. — 50 с.
- То же. Записки Русского географического общества по Отделению этнографии ; Т. 10, вып. 3, изд. под ред. д. чл. Н. И. Веселовского.
- О положении русских инородцев / М. А. Миропиев. — Санкт-Петербург : Синод. тип., 1901. — 515 с. Библиогр. в примеч.
- К вопросу о выборе лучших учебников и учебных пособий для русско-инородческих школ : Извлеч. Из кн. "Журналы заседаний Съезда директоров и инспекторов народных училищ Оренбур. учеб. окр. В г. Уфе 11-16 июня 1912 г. / Обраб. для печати окр. инспектор Оренбург. учеб. окр. М. А. Миропиев. — Казань : Центр. тип., 1915. — 10 с. ; 17 см. Без тит. л. и обл.
- Оренбургский учеб. окр.. Съезд директоров и инспекторов народных училищ (1912; Уфа). Журналы заседаний Съезда директоров и инспекторов народных училищ Оренбургского учебного округа в г. Уфе 11-16 июня 1912 года : (В извлеч.) / Обраб. для печати… М. А. Миропиев. — Уфа, 1913. — 438 с. На правах рукописи.
- Оренбургский учеб. окр.. Съезд директоров и инспекторов народных училищ (1912; Уфа). Журналы заседаний Съезда директоров и инспекторов народных училищ Оренбургского учебного округа в г. Уфе : 11-16 июня 1912 г. / Обраб. для печати М. А. Миропиев. — Уфа, 1913. — 437, V с., 1 л. Азбуки; На правах рукописи.